# محمد أبو عويمر
محمد أبو عويمر- ممثل ومصور أردني ، شارك في العديد من الأعمال الفنية ، أشهرها: مسلسل"عرس الصقر" 1998م، مسلسل" ذي قار:
يوم من أيام العرب" 2001م، توفي في سبتمبر 2019م.

## السيرة الذاتية
ولد الفنان الأردني محمد أبو عويمر أو كما يكنى "أبو ربيع" في الأردن ، شارك في العديد من المسلسلات التلفزيونية ، بالإضافته إلي براعته في مجال التصوير الفوتغرافي، والذي يعده مهنته الرئيسة في حين أن التمثيل عنده هواية، وهو عضو مؤسس في الجمعية الأردنية للتصوير، تولى المصور المسرحي الأردني محمد ابو عويمر، تصوير وتغطية مسابقة الطفل المسرحي في دورتها الثالثة التي نظمتها لجنة المسرح بجمعية الثقافة والفنون بفرع الدمام. في اطار سعي ابو عويمر لتوثيق المسرح العربي اذ يمتلك ارشيفًا للمسرح الأردني، والعربي، والعالمي، وكان يشرع في إخراج ذلك في مؤلف أسماه " مقامات الضوء.. في مسرح الكاميرا، وقد أقام العديد من المعارض الشخصية، والجماعية، وهو حاصل على دبلوم شرف من الدرجة الاولى في العام 1996م، من ايطاليا بعد ان شارك في معرض حوض البحر المتوسط بعنوان «الدراما الأردنية في ذاكرة مصور». بالإضافة إلي إقامة معرض شخصي له، برعاية وزارة الثقافة الأردنية على هامش مهرجان المسرح الأردني الدولي في دورته التاسعة عشرة ، كما انه شارك بتصوير العديد من المهرجانات. يذكر ان أبو عويمر مختص بالتصوير المسرحي وخاصة الاول الذي يمتهنه منذ 30 عاما، فضلاً عن السينمائي والتلفزيوني، وهو المصور المعتمد لتصوير المسلسل السعودي «طاش ماطاش» منذ تسع سنوات. وهو يعد مرجعًا فونغرافيًا مهمًا للمسرحيين الأردنيين والعرب، توفي ابو ربيع في 30 سبتمبر 2019م ودفن في المفرق بالأردن.

## الأعمال الفنية.
تنوعت أعمال الفنان محمد أبو عويمر ما بين المسلسلات التلفزيونية، والافلام، بالإضافي إلي التصوير الفوتغرافي، وهو ما يمكن توضيحه من خلال الآتي:
- بقايا رماد، مسلسل، 2002م.
- ذي قار: يوم من أيام العرب، مسلسل، 2001م.
- الأخدود، مسلسل، 2000م.
- الدرب الطويل، مسلسل، 2000م.
- الزلة، مسلسل، 1999م.
- أم الكروم، مسلسل، 1999م.
- السياط، مسلسلن، 1998م
- عرس الصقر، مسلسل، 1998م، وقام ابو عويمر بالإضافة إلي التمثيل بالتصوير الفوتغرافي.
- متعب، مسلسل، 1998م
- خيمة علي الطريق، مسلسل، 1996م
- راعي الخير، مسلسل، 1995م
- رجوة، مسلسل، 1995م
- صهيل الأصيل، مسلسلن 1995م
- عليوة والأيام، مسلسل، 1995م
- أصايل، مسلسل، 1990م
- دمعة فرج، مسلسل، 1990م
- السيف والصحراء، مسلسل، 1989م
- وجوه وأقنعة، مسلسل، 1989م
- الحنان المر، فيلم ، 1988م
- المحراث والبور، مسلسل، 1988م
- شئ اسمه الحب، مسلسل، 1987م
- دمعة على خد القمر، مسلسل، 1985م
- تل الرشيوني، مسلسل، 1983م
- طرفة بن العبد، مسلسل، 1982م
- شمس الأغوار، مسلسل، 1981م
- الإنسان مرتين، مسلسل
- الدفينة، مسلسل
- السيف والوصية، مسلسل
- المتاهة، مسلسل
- كلمة أخيرة، مسلسل
- وجه آخر، مسلسل
- الشيخ والطريق- مسرحية.
- دموع القمر- مسلسل، (مصورًا فوتغرافيًا)